# سرجیو رومانو
سرجیو رومانو (به ایتالیایی: Sergio Romano) زادهٔ ۷ ژوئیه ۱۹۲۹ در ویچنزا، نویسنده، دیپلمات و روزنامه‌نگار ایتالیایی است.

## زندگی‌نامه
سرجیو رومانو بزرگ‌شده در شهرهای جنوآ و میلان است. او پس از فارغ‌التحصیلی در رشتهٔ حقوق از دانشگاه میلان، به عنوان روزنامه‌نگار حوزهٔ فرهنگی به همکاری با چند روزنامه پرداخت و سال‌ها بعد تا مرحلهٔ سردبیری ارتقا یافت. سپس پا به عرصهٔ سیاست گذاشت و مدت‌ها سفیر ایتالیا در اتحاد جماهیر شوروی و نمایندهٔ ایتالیا در سازمان ناتو بود. او در چند دانشگاه مهم ایتالیا و آمریکا نظیر دانشگاه کالیفرنیا و دانشگاه هاروارد نیز به تدریس اشتغال داشته‌است.
سرجیو رومانو بیش از سی رمان و کتاب در زمینهٔ تاریخ و سیاست تألیف کرده‌است. او در ۲۰۰۴ برندهٔ جایزهٔ ادبی «جزپه دسی» (Giuseppe Dessì) شد.